# Nić wiodąca

Schemat replikacji DNA z zaznaczoną nicią wiodącą i nicią opóźnioną

Nić wiodąca (ang. leading strand) – w procesie replikacji DNA, terminem tym określa się nowosyntetyzowaną nić DNA, która powstaje w sposób ciągły, a widełki replikacyjne przesuwają się w kierunku 5' → 3' względem niej.
Zjawisko nici wiodącej i nici opóźnionej wynika z faktu, że polimeraza DNA katalizuje reakcję przyłączenia nukleotydu do 3' końca DNA. Tak więc tylko jedna z nici DNA (nić wiodąca) może być syntetyzowana w sposób ciągły.